# Aligot de les Bermudes
L'aligot de les Bermudes (Bermuteo avivorus †) fou una espècie d'ocell de la família dels accipítrids (Accipitridae) i única espècie del gènere Bermuteo. Habitava les illes Bermudes. El seu estat de conservació es considera extint.
Aquesta espècie va ser descrita en 2008 arran estudis sobre restes fòssils.